# Simona Renata Baldassarre
Simona Renata Baldassarre (ur. 12 listopada 1970 w m. Giurdignano) – włoska polityk, lekarka i działaczka samorządowa, posłanka do Parlamentu Europejskiego IX kadencji.

## Życiorys
W 1998 ukończyła studia medyczne na Katolickim Uniwersytecie Najświętszego Serca w Rzymie. Podjęła pracę jako lekarka, uzyskała specjalizacje z zakresu medycyny pracy, medycyny estetycznej i chirurgii estetycznej. Działaczka Ligi Północnej i związanej z nią organizacji Noi con Salvini. W 2013 została radną rzymskiego okręgu Municipio Roma I. W wyborach w 2019 uzyskała mandat deputowanej do Parlamentu Europejskiego IX kadencji.
W kwietniu 2023 odeszła z PE w związku z powołaniem na asesora w administracji regionu Lacjum.